# Grästjärnet, Västergötland
Grästjärnet är en sjö i Göteborgs kommun i Västergötland och ingår i Göta älvs huvudavrinningsområde. Sjön har en area på 0,0206 kvadratkilometer och ligger 103,1 meter över havet. Grästjärnet ligger i Vättlefjäll Natura 2000-område.

## Delavrinningsområde
Grästjärnet ingår i det delavrinningsområde (641563-127820) som SMHI kallar för Mynnar i Lärjeån. Medelhöjden är 109 meter över havet och ytan är 2,34 kvadratkilometer. Det finns inga avrinningsområden uppströms utan avrinningsområdet är högsta punkten. Vattendraget som avvattnar avrinningsområdet har biflödesordning 3, vilket innebär att vattnet flödar genom totalt 3 vattendrag innan det når havet efter 21 kilometer. Avrinningsområdet består mestadels av skog (55 procent). Avrinningsområdet har 0,31 kvadratkilometer vattenytor vilket ger det en sjöprocent på 13,2 procent. Bebyggelsen i området täcker en yta av 0,69 kvadratkilometer eller 30 procent av avrinningsområdet.

## Bilder

Grästjärnet
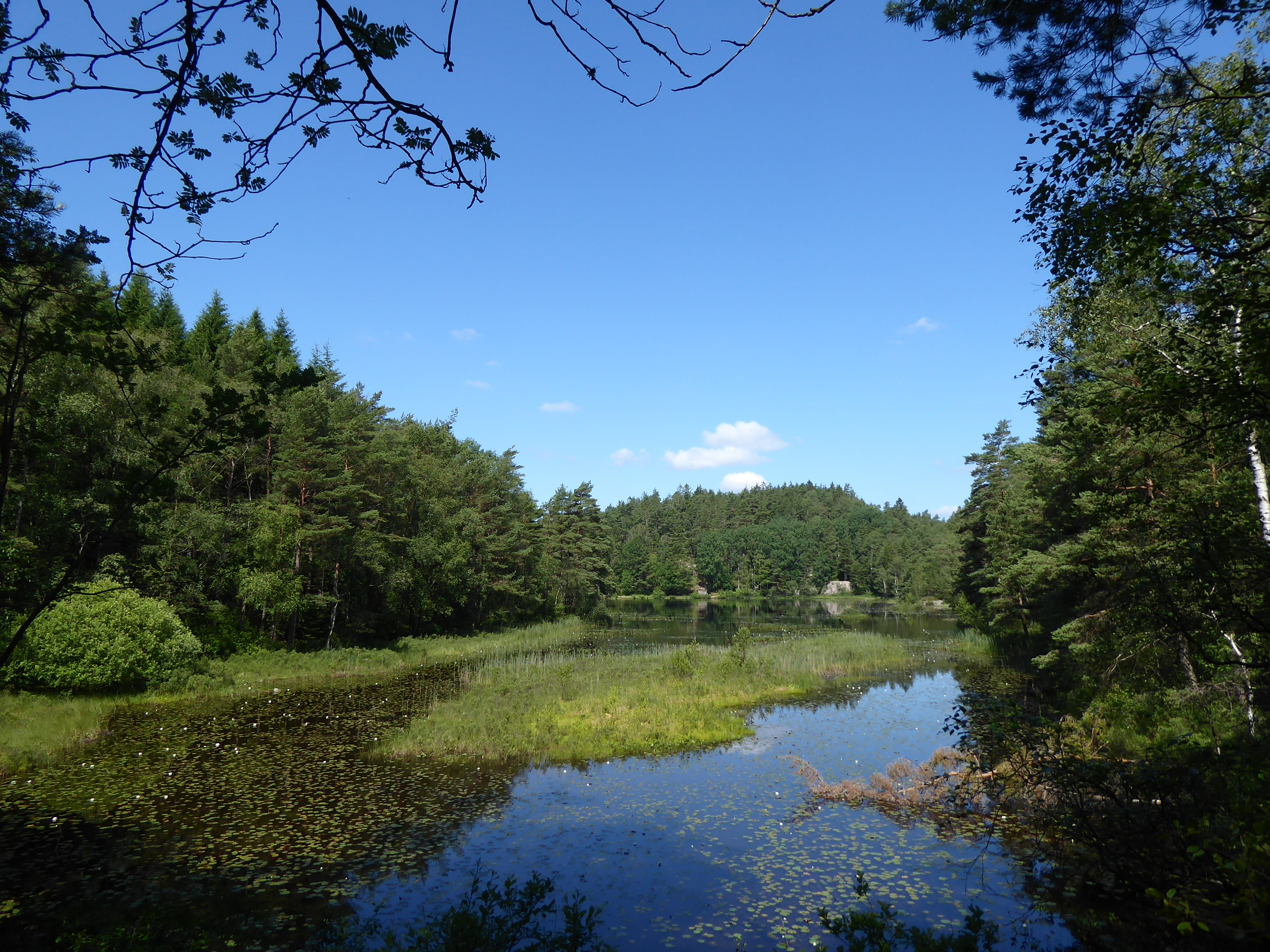
Grästjärnet söderifrån i juni 2024.
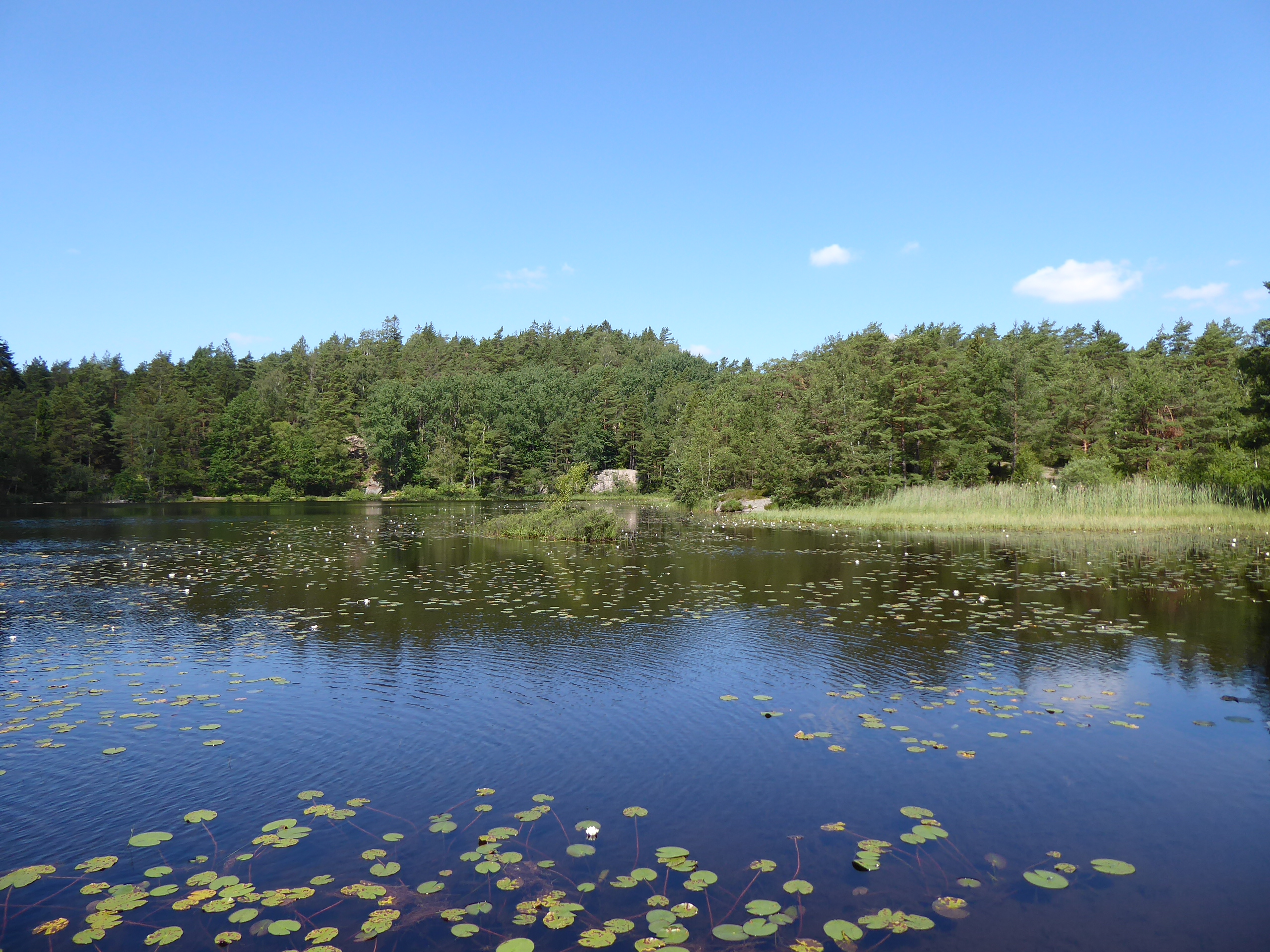
Grästjärnet österifrån i juni 2024.
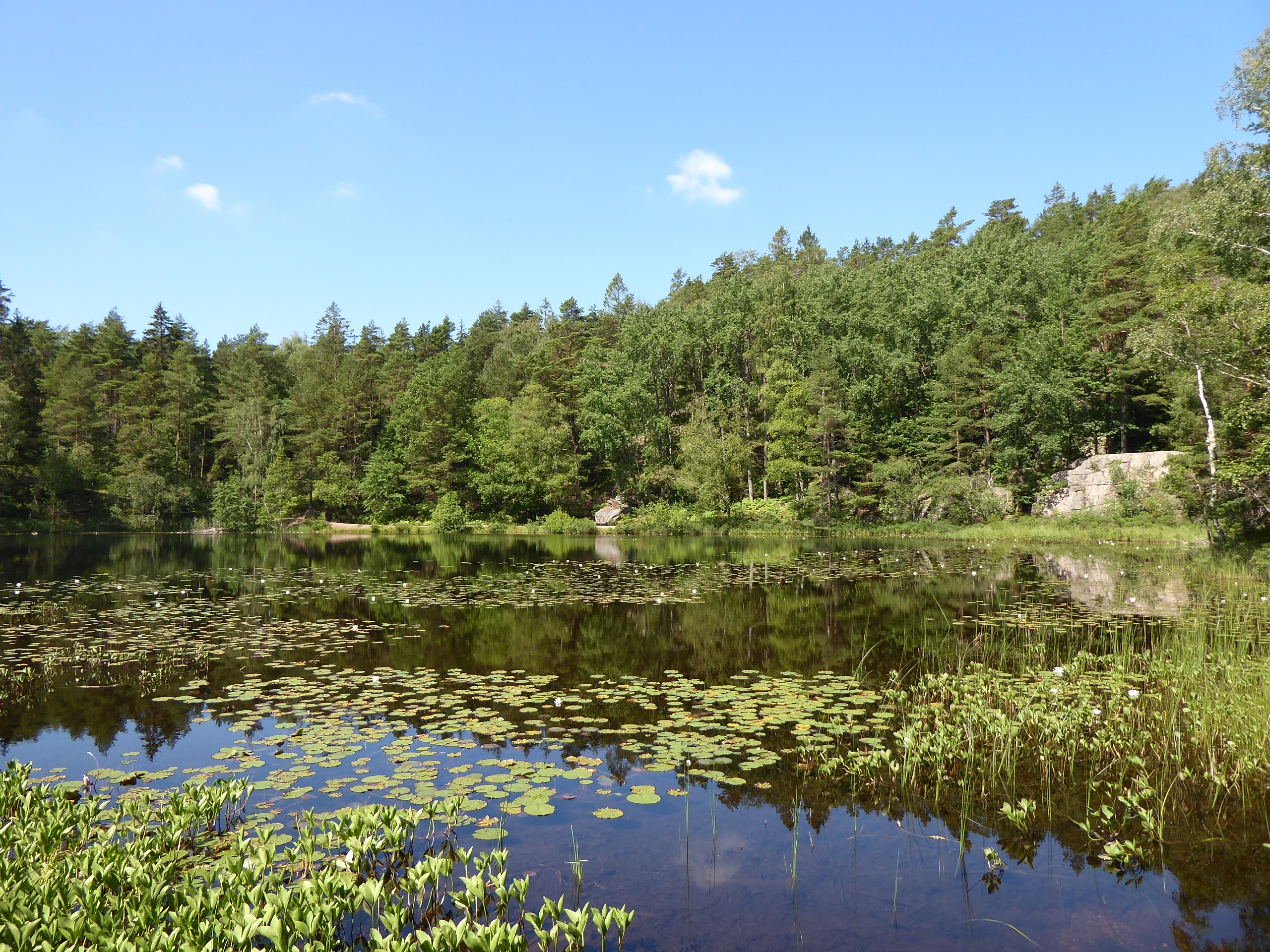
Grästjärnets norra del i juni 2024.